# مورتن أندرسن (رسام)
مورتن أندرسن (بالدنماركية: Morten Andersen)‏ هو رسام دنماركي، ولد في 1976.

## وصلات خارجية
- الموقع الرسمي